# New Horizons (canción)
«New Horizons» es una canción de la banda estadounidense Flyleaf. El video fue lanzado una semana antes del lanzamiento del álbum homónimo New Horinzons siendo su el primer sencillo. Fue lanzado a través de iTunes el 21 de agosto de 2012. Logró obtener la primera posición en el Christian Rock Songs.
La canción trata sobre la esperanza que Dios nos da y no rendirse fácilmente. De acuerdo con el bajista, Pat Seals, la canción se trata de "Mirar hacia el futuro con esperanza".

## Video musical
El video oficial fue dirigido por Don Tyler y estrenado el 4 de septiembre de 2012. En él muestra imágenes de la banda tocando en el estudio, e interpretaciones en vivo en el recital en memoria de Rich Caldwell y en un lago. El segundo sencillo, "Call You Out", fue lanzado ese mismo mes, y su video oficial fue lanzado el 6 de diciembre de 2012. Los otros sencillos, aún sin videos, son: "Fire Fire" y "Broken Wings".

## Lista de canciones
Descarga digital
1. «New Horizons» – 3:09